# Limosinella polita
Limosinella polita är en tvåvingeart som beskrevs av Richards 1968. Limosinella polita ingår i släktet Limosinella och familjen hoppflugor. Inga underarter finns listade i Catalogue of Life.